# Овчаренко Ірина Іванівна
Овчаренко Ірина Іванівна (нар. 23 січня 1978, Вінницька область, УРСР) — державний службовець III рангу, Голова Державного агентства водних ресурсів України (з 30 листопада 2016 року), уповноважена Кабінетом Міністрів України з питань співробітництва на прикордонних водах (з 10 березня 2017 року), кандидат економічних наук.

## Біографічні відомості
У 2000 році закінчила Луганський національний аграрний університет за спеціальністю — «Менеджмент організацій», отримавши кваліфікацію — менеджера організацій і підприємств.
Починаючи з 2002 року працювала у Державному комітеті по водному господарству України на посадах спеціаліста II категорії, спеціаліста І категорії, провідного спеціаліста управління економіки.
2004–2005 роки — начальник відділу планування управління економіки Держводгоспу України;
2005–2011 роки — заступник начальника відділу водогосподарського будівництва та проектних робіт Держводгоспу;
У 2013 році здобула ступінь кандидата економічних наук, захистивши дисертацію на тему: «Економіко-екологічне оцінювання ефективності інвестицій у протипаводковий захист територій».
2011–2016 роки — начальник відділу економіки та стратегічного планування Державного агентства водних ресурсів України.
З 26 квітня 2016 року — 30 листопада 2016 року — начальник управління економіки, фінансів та інвестицій Державного агентства водних ресурсів України.
З 27 травня 2015 року — по 8 вересня 2016 року тимчасово виконувала обов'язки Голови Державного агентства водних ресурсів України, згідно з розпорядженням Кабінету Міністрів України від 27.05.2015 № 532-р.
Розпорядженням Кабінету Міністрів України від 30 листопада 2016 призначена Головою Державного агентства водних ресурсів України.
З 1 грудня 2016 року — по 30 жовтня 2019 року Голова Державного агентства водних ресурсів України.
З 20 листопада 2020 року — по 14 грудня 2020 року — перший заступник Голови Національного агентства України з питань державної служби (розпорядження Кабінету Міністрів України від 18 листопада 2020 р. № 1445-р).
Ірина Іванівна Овчаренко була призначена уповноваженою Кабінету Міністрів України з питань співробітництва на прикордонних (транскордонних) водах відповідно до Постанови КМУ від 10 березня 2017 р. № 126:
Країни, за які вона відповідала:
	1.	Угорська Республіка — у межах виконання Угоди між Урядом України та Урядом Угорщини щодо транскордонного водного господарства
	2.	Республіка Польща — за виконання Угоди про співпрацю у водному господарстві на прикордонних водах
	3.	Словацька Республіка — у контексті водного господарства на прикордонних водних об’єктах  
https://www.kmu.gov.ua/npas/249806488?utm_source=chatgpt.com

## Відзнаки
У 2007 році нагороджена Почесною грамотою Міністерства охорони навколишнього природного середовища, у 2008 році нагороджена Почесною грамотою Професійної спілки працівників агропромислового комплексу України, у 2015 році нагороджена Почесною грамотою Професійної спілки працівників агропромислового комплексу України. Також нагороджена почесною грамотою Кабінету міністрів України.